# 広島市立荒神町小学校
広島市立荒神町小学校（ひろしましりつ　こうじんまちしょうがっこう）は、広島県広島市南区西蟹屋町に所在する公立小学校。

## 概要
校訓は「よく考え　優しい心で　元気に頑張る」

## 沿革
- 明治6年1月-現在の広島市南区猿橋町で共立正心館と称して開校した。
- 明治8年10月-古町小学校と改称。
- 明治17年10月-信成小学校と改称。
- 明治23年5月-荒神町尋常小学校と改称。
- 明治31年2月-段原小学校の開校に伴い一部学区が分離。
- 大正6年8月-尾身小学校の開校に伴い一部学区が分離。
- 大正12年4月-高等科併設、荒神町尋常高等小学校と改称。
- 大正12年11月-現在の所在地である広島市南区西蟹屋3丁目に移転した。
- 昭和9年4月-比治山小学校の開校に伴い一部学区が分離。
- 昭和16年4月1日-広島市荒神町国民学校と改称。
- 昭和19年6月-学校給食が始まる。
- 昭和20年8月6日-原子爆弾投下による校舎全壊
- 昭和22年4月1日-広島市立荒神町小学校と改称。
- 昭和37年1月-校歌制定
- 昭和37年5月-広島県教育委員会より交通安全モデル校指定を受ける。
- 昭和38年5月-広島市教育委員会より音楽教育課程研究校指定を受ける。
- 昭和40年10月-日本安全学校会より交通安全優良校の表彰を受ける。
- 昭和55年4月-広島市教育委員会より体力づくり研究推進校指定を受ける。
- 昭和62年3月-広島市障害児教育推進校として表彰される。
- 平成5年8月-大規模改装工事を行う。
- 平成6年8月-大規模改装工事を行う。
- 平成19年1月-文部科学省指定の人権教育総合推進地域事業研究発表会公開授業を行う。
- 平成25年12月-耐震工事を行う。
- 平成31年1月-広島ユネスコ活動奨励賞受賞。
- 令和2年8月-校舎屋上防水工事の実施。

## 通学地域
- 広島市南区[1]
  - 南区の松原町(ただし、幟町学区分を除く。)、猿猴橋町、荒神町、東荒神町、西荒神町、西蟹屋一丁目、西蟹屋二丁目、西蟹屋三丁目、西蟹屋四丁目